# Jネットレンタカー
Jネットレンタカー（ジェイネットレンタカー）は、VTホールディングス株式会社の傘下にあるJ-netレンタリース株式会社が展開するレンタカーブランドである。J-netレンタリース株式会社の本社事務所は愛知県名古屋市中区、本店所在地は同市東区である。

## 概要
Jネットレンタカーは、2004年にブランドを立ち上げた。直営店は東海・関東・甲信越を中心に所在し、直営店・フランチャイズ店を含め日本全国で展開している。日本で初めてフラットレートを導入。
メーカーを問わない車種構成となっており、一部店舗では、トヨタ・86やスバル・BRZ、マツダ・ロードスター、ダイハツ・コペンといったスポーツカーや、レクサス、メルセデス・ベンツ、アウディ、BMWなどの高級車や輸入車も取り扱いがある。また、マイクロバスや貨物車なども取り扱う。
eco&funをコンセプトにスマイルeco活動を実施しており、早くから電気自動車の導入や、ハイブリッド車の導入を進めている。

## 会社概要
商号 J-netレンタリース株式会社（英文名：J-net Rental & Lease Co.,Ltd）
代表者 代表取締役社長 横井隆徳 
資本金 6,000万円 
設立 1999年6月30日 
会社の目的

1. 自動車及び自動二輪車の賃貸借、輸出入、売買、修理、保管
2. 自動車及び自動二輪車の付属品・部品の輸出入、売買、修理、保管
3. 自動車損害賠償保障法に基く保険代理店業並びに損害保険代理業務
4. 生命保険の募集に関する業務
5. 各種動産の賃貸借
6. 不動産の賃貸借、売買及び管理
7. 前期各号に付帯する一切の業務

決算期 3月（年1回） 

株主

- 株式会社トラスト
- VTホールディングス株式会社
- 株式会社ホンダカーズ東海
- エフエルシー株式会社
- 株式会社ホンダネット京奈

取引銀行 三菱UFJ銀行 
従業員数 819名（アルバイト含む）直営店のみ

## 子会社
- Jネットレンタカー北海道株式会社

## グループ会社
- VTホールディングス株式会社
- 株式会社トラスト
- 株式会社ホンダカーズ東海
- 株式会社フォードライフ中部
- エルシーアイ株式会社
- エスシーアイ株式会社
- ピーシーアイ株式会社
- 株式会社モトーレン静岡
- 株式会社モトーレン三河
- 光洋自動車株式会社
- 株式会社日産サティオ埼玉
- 長野日産自動車株式会社
- 静岡日産自動車株式会社
- 三河日産自動車株式会社
- 株式会社日産サティオ奈良
- 株式会社シー・イー・エス
- 株式会社アーキッシュギャラリー
- 株式会社MIRAIZ
- AMGホールディングス株式会社
- 株式会社エムジーホーム
- エムジー総合サービス株式会社
- 株式会社TAKI HOUSE
- CCR MOTOR CO.LTD.
- Scotts Motors artarmon Pty Ltd
- Griffin Mill Garages Limited
- Wessex Garages Holdings Limited
- Master Automocion, S. L.